# 국립 태평양 기념묘지
국립 태평양 기념묘지(國立太平洋紀念墓地, 비공식적으로 펀치볼 묘지라고도 알려짐)는 하와이주 호놀룰루의 펀치볼 크레이터에 위치한 미국 국립묘지이다. 이곳은 미군에 복무했거나 복무 중 전사한 군인들을 기리는 기념관 역할을 한다. 미국 제대군인부의 국립묘지 관리소에서 관리하며 미국 국립사적지에 등재되어 있다. 매년 수백만 명의 방문객이 이 묘지를 방문하며, 하와이에서 가장 인기 있는 관광 명소 중 하나이다.

## 역사

### 설립
1890년대 후반, 한 위원회는 호놀룰루의 증가하는 인구를 수용하기 위한 새로운 묘지로 펀치볼 크레이터를 추천했다. 이 아이디어는 식수 오염에 대한 우려와 살아있는 도시 위에 죽은 자들의 도시를 만드는 것에 대한 감정적인 거부감 때문에 거부되었다. 50년 후, 의회는 두 가지 조건 하에 호놀룰루에 국립묘지를 설립하기 위한 소액의 예산을 승인했다. 그 조건은 위치가 전쟁부에 받아들여질 것과 부지가 구매가 아닌 기증될 것이라는 것이었다. 1943년 하와이 주지사는 이 목적을 위해 펀치볼을 제안했다. 그러나 5만 달러의 예산은 불충분하여 프로젝트는 제2차 세계 대전 이후로 연기되었다. 1947년까지 의회와 퇴역 군인 단체들은 괌 섬에 영구적인 매장을 기다리던 수천 명의 제2차 세계 대전 참전 용사들의 유해를 하와이에 영구적으로 매장할 수 있는 장소를 찾도록 군대에 많은 압력을 가했다. 이에 따라 육군은 다시 펀치볼 묘지 계획을 시작했다.

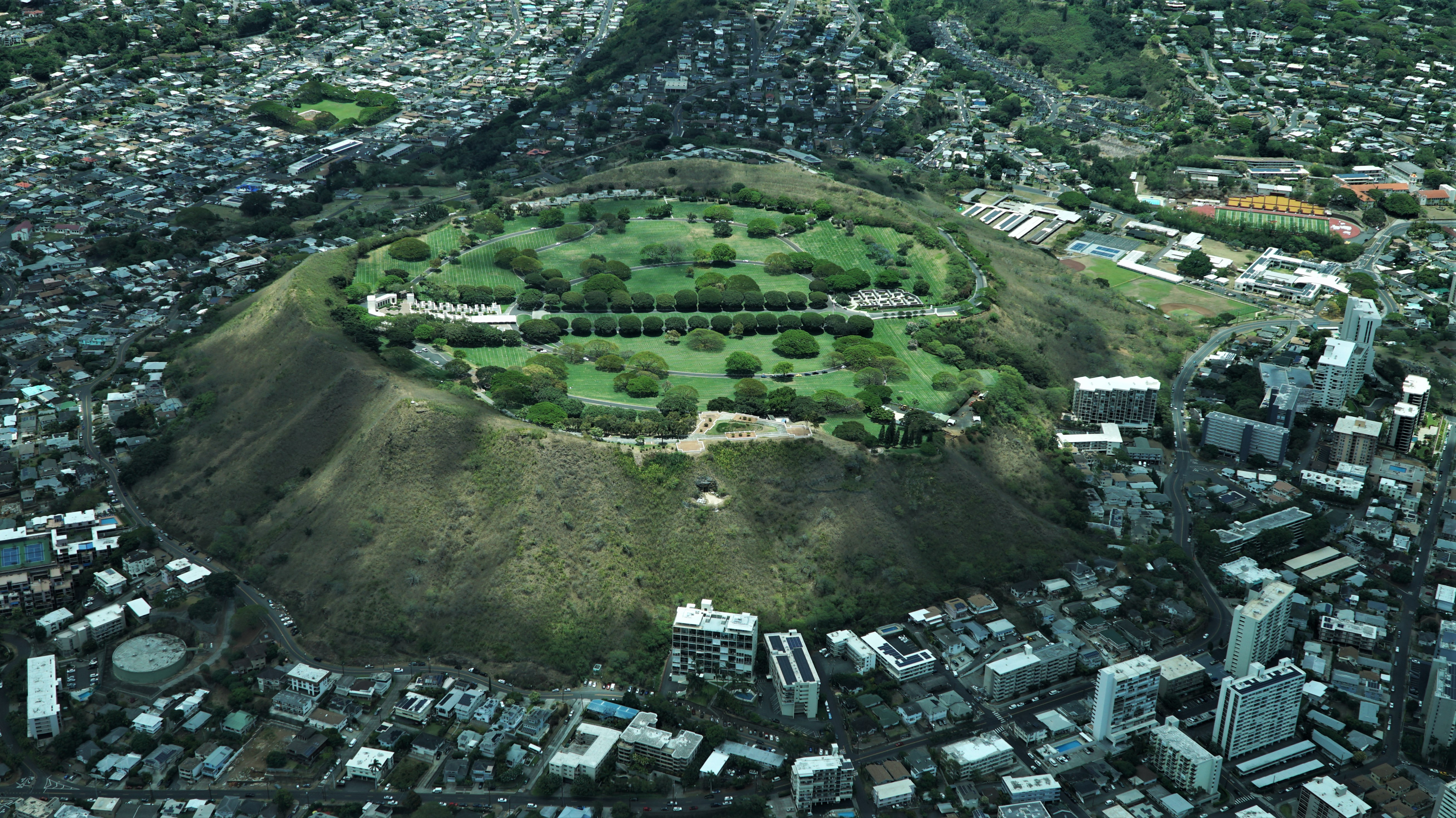
국립 태평양 기념묘지는 펀치볼 크레이터의 대부분을 차지한다.

1948년 2월, 의회는 국립묘지 건설 자금을 승인했고 공사가 시작되었다.
최근 사망자를 위한 묘지 개장 전에, 괌, 웨이크섬, 일본군 포로 수용소를 포함한 태평양 전역의 지역에서 온 군인들의 유해가 최종 매장을 위해 하와이로 운송되었다. 첫 매장은 1949년 1월 4일에 이루어졌다. 묘지는 1949년 7월 19일에 일반에 공개되었으며, 다섯 명의 전사자를 위한 예배가 있었다. 그들은 신원 미상의 군인 한 명, 해병대원 두 명, 육군 중위 한 명, 그리고 저명한 민간인 종군 기자 어니 파일이었다. 처음에는 국립 태평양 기념묘지의 묘지들은 V-J Day 4주년 기념식에 맞춰 해외 미군 묘지처럼 흰색 나무 십자와 다윗의 별로 표시되었다. 결국, 제2차 세계 대전 중 사망한 13,000명 이상의 육군과 해군이 펀치볼에 안장되었다. 군은 별 모양과 십자 모양의 묘지 표식이 임시적임을 대중에게 알리기 위해 광범위한 노력을 기울였음에도 불구하고, 1951년 영구적인 평평한 화강암 표식으로 교체되자 항의가 일어났다.

### 유지와 보수
슐머리히 카리용스 사가 제작한 25개의 종으로 이루어진 카리용은 1956년 현충일 기념식에서 봉헌되었다. 이 카리용은 "코로네이션"이라는 별명을 가지고 있으며, 태평양 전쟁 기념 위원회와 개인 기부금으로 일부 자금을 지원받았다. 아서 갓프리가 자금 모금에 도움을 주었다.
국립 태평양 기념묘지는 미국 독립 200주년을 기념하는 명예훈장 묘비를 설치한 첫 번째 묘지였으며, 명예훈장 휘장은 금박으로 새겨져 있다. 1976년 5월 11일, 23개의 묘비가 메달 수여자들의 묘지에 설치되었으며, 이들 중 한 명을 제외하고는 모두 작전 중 사망했다.
2001년 8월, 진주만 공격 당시 사망한 것으로 알려진 남성들의 무덤을 위한 약 70개의 일반적인 "미상" 표식이 해당 인물들이 USS 애리조나에서 사망한 것으로 확인된 후 USS Arizona (BB-39)를 포함하는 표식으로 교체되었다. 또한, 이전에 "미상"으로 표시되었던 175명의 남성들의 무덤 위치를 식별하는 새로운 정보가 확인되어 2002년 10월에 새로운 표식이 설치되었다.
2015년, 의회는 묘지 개선, 유지 보수 및 확장을 위해 2,500만 달러의 예산을 할당했다. 목표는 관광객과 현지인 모두에게 방문할 가치가 있는 묘지를 만들고, 군인과 장교들에게는 매우 발전된 시설을 제공하는 것이었다.
이 국립묘지의 설계-건설 프로젝트는 기념 벽 건설, 묘지 내부 1-5번 콜럼바륨 상단 교체, 기존 행정 및 PIC 건물 철거, 6,860개의 콜럼바륨 벽감을 포함한 콜럼바륨 코트 13 건설, 기존 도로 보수, 기존 표지판 교체, 그에 따른 부지 가구, 조경, 관개, 부지 유틸리티, 그리고 미국 그린 빌딩 협회의 LEED 실버 등급 달성을 포함한 내외부의 많은 개선 사항으로 구성되었다. 이 프로젝트는 미국 제대군인부로부터 25,100,445달러에 주식회사 난이 수주하였다.
이 묘지는 현재 추가 콜럼바륨 공간을 건설하기 위한 대규모 건설 프로젝트가 진행 중이다.

### 미국 국립사적지
미국 국립공원관리청은 1972년부터 국립묘지를 관리해 왔으며, 모든 묘지는 1933년 7월 28일 행정명령 6228호에 의해 미국 전쟁부에서 내무부로 이관되었다. 1976년 1월 11일, 이 묘지는 미국 국립사적지의 역사 지구로 지정되었다.

## 매장 및 안장

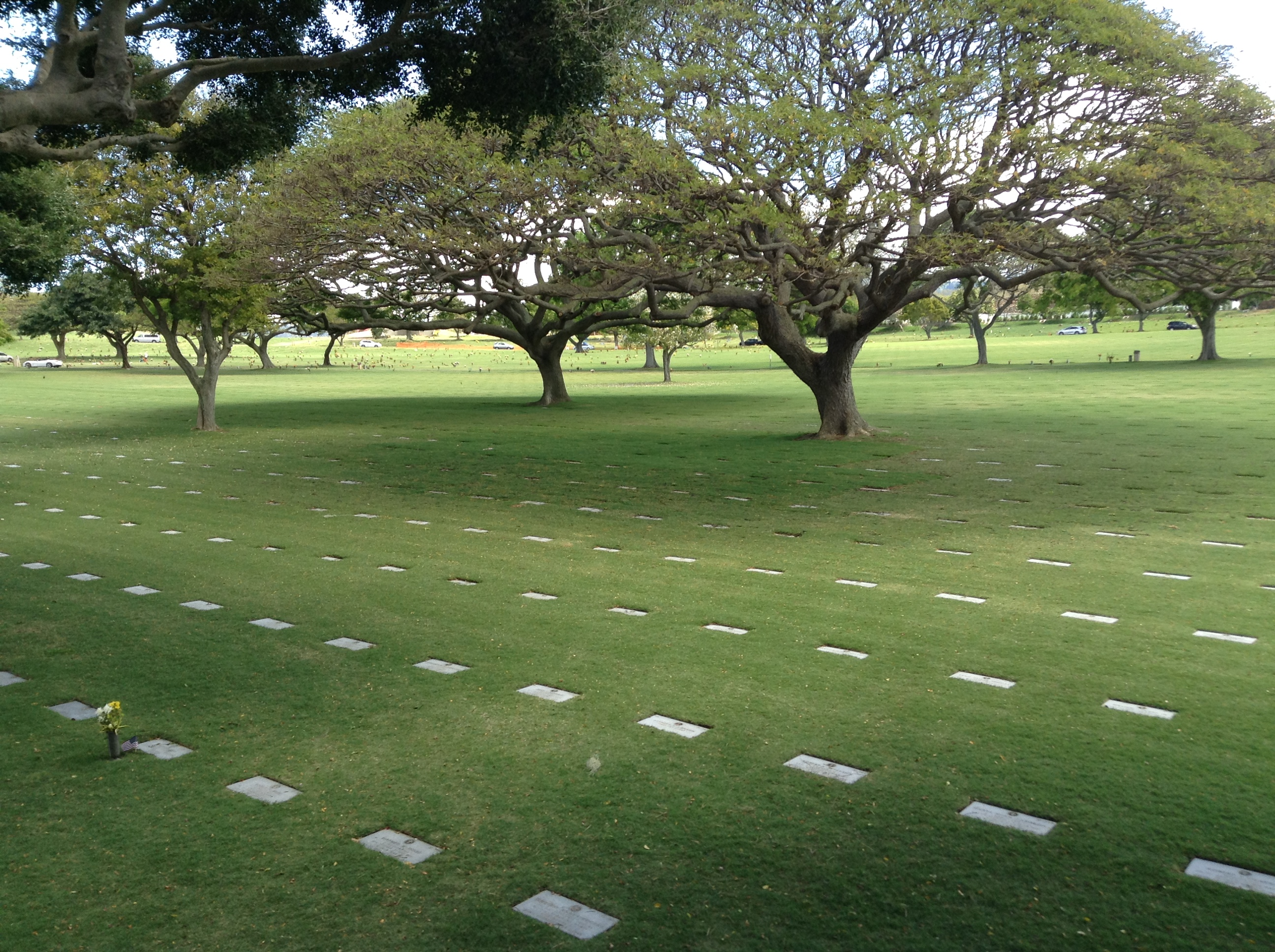
1951년부터 모든 묘지는 평평한 화강암 묘비로 표시되어 있다.

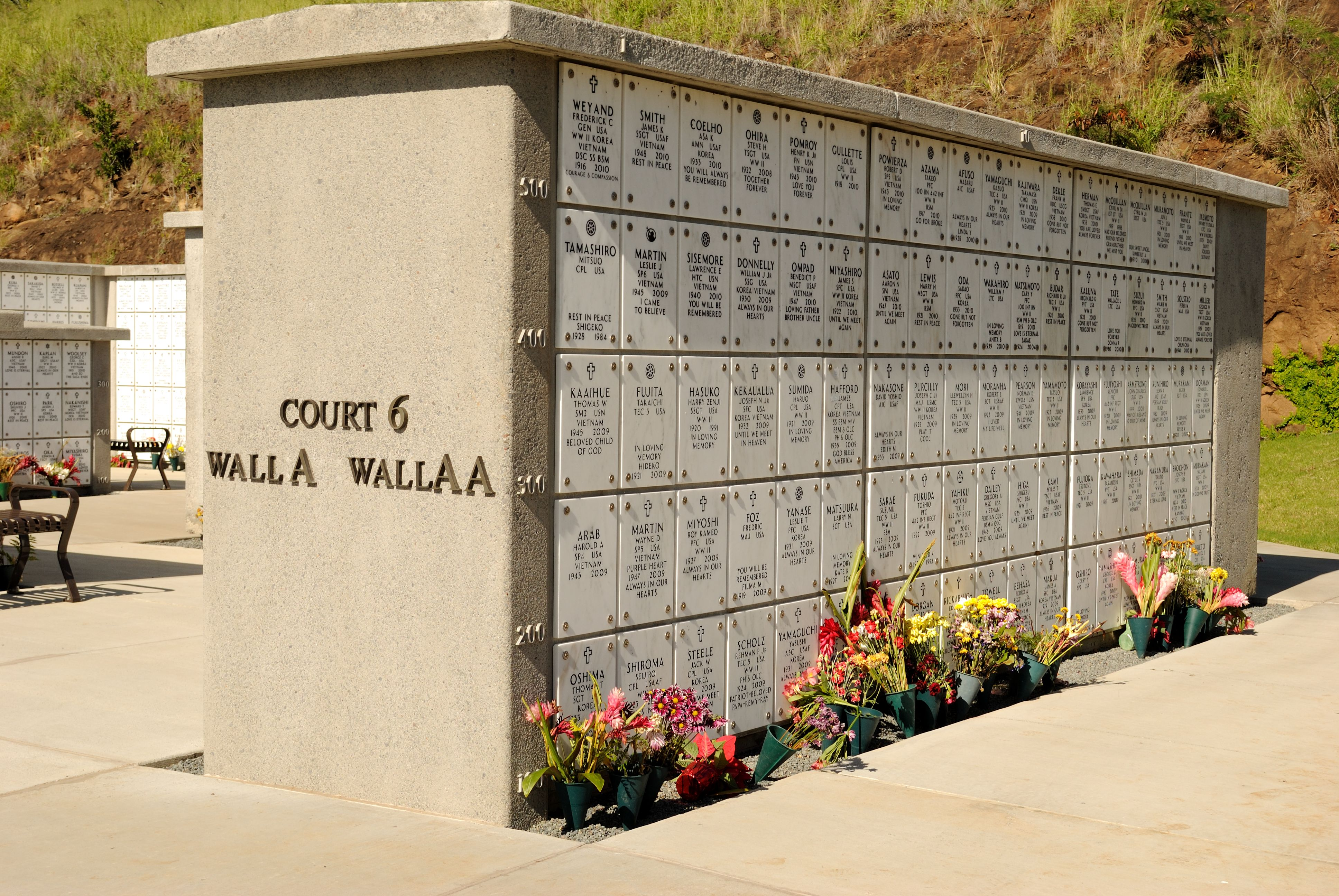
묘지에 있는 최신 콜럼바륨 중 하나

1949년 9월 2일 묘지가 헌납된 이래로 약 53,000명의 제2차 세계 대전, 6.25 전쟁, 베트남 전쟁 참전 용사와 그들의 부양 가족이 안장되었다. 이 묘지는 현재 거의 전적으로 화장된 유해를 콜럼바륨에 지상 매장하는 방식으로 안장하며, 이미 안장된 유가족의 자격 있는 유해는 관에 안장하거나 화장하여 매장하는 것을 고려할 수 있다.

### 글로리 작전
1950년 퇴각 후 사망한 군인들은 북한 흥남구역 근처 임시 군사묘지에 매장되었다. 1954년 7월부터 11월까지 진행된 글로리 작전 중에는 양측의 전사자들이 교환되었고, 4,167명의 미군 유해가 13,528명의 북한 또는 중국군 전사자 유해와 교환되었다. 또한 유엔 포로 수용소에서 사망한 민간인 546명이 대한민국 정부에 인계되었다. "글로리 작전" 이후 416명의 6.25 전쟁 "미상" 전사자들이 펀치볼 묘지에 매장되었다. 한 보고서에 따르면, 글로리 작전 중 중국과 북한에서 1,394명의 이름이 전달되었고(이 중 858개 이름이 정확한 것으로 확인됨), 반환된 4,167개의 유해 중 4,219명의 개인 유해가 발견되었으며 이 중 2,944명이 미국인으로 확인되었고 416명을 제외한 모든 유해의 이름이 확인되었다. 신원이 확인되지 않은 6.25 전쟁 전사자 239명 중 186명은 펀치볼 미상 유해와 관련이 없었다(176명은 신원이 확인되었고, 나머지 10건 중 4명은 아시아계 비미국인이었으며, 1명은 영국인이었고, 3명은 신원이 확인되었으며, 2건은 미확인 상태였다).
1990년부터 1994년까지 북한은 208세트의 유해를 발굴하여 인계했으며, 이 안에는 200-400명의 미군 유해가 포함되었을 수 있지만, 유해 혼합으로 인해 식별 가능한 유해는 거의 없었다. 2011년에는 유해가 식별되었다.
1996년부터 2006년까지 중국 국경 근처에서 220구의 유해가 수습되었다. 2008년에는 총 63구의 유해가 식별되었다 (제2차 세계 대전 26구; 한국 19구; 베트남 18구) (식별된 유해 중: 2008년 1월 미시간주 병사의 유해. 2008년 3월에는 인디애나주 병사의 유해와 오하이오주 병사의 유해가 식별되었다). 2008년 6월 24일 보고서에 따르면 "펀치볼 묘지"에서 발굴된 6.25 전쟁 미확인 유해 10구 중 6구가 식별되었다. 2009년 1월부터 4월까지 총 12구의 미확인 유해가 식별되었는데, 이 중 3구는 제2차 세계 대전, 8구는 6.25 전쟁, 1구는 베트남 전쟁 참전 용사였다. 2011년에는 2000년에 반환된 유해가 식별되었다.
2007년에 "펀치볼 미상" 유해 2구가 식별되었는데, 둘 다 제1해병사단 소속이었다. 한 명은 1950년 12월 7일 작전 중 사망한 제1근무대대/제1해병사단 지원중대 소속 사병 도널드 모리스 워커 상병이었고, 다른 한 명은 1950년 12월 10일 작전 중 사망한 제7연대/제1대대/제1해병사단 무기중대 소속 사병 칼 웨스트 상병이었다.
2011년, 펀치볼 묘지에서 글로리 작전 중 실종된 신원 미상의 미국 공군 조종사의 유해가 식별되었고; 글로리 작전 중 포로였던 유해도 2011년에 식별되었다.

## 호놀룰루 기념관

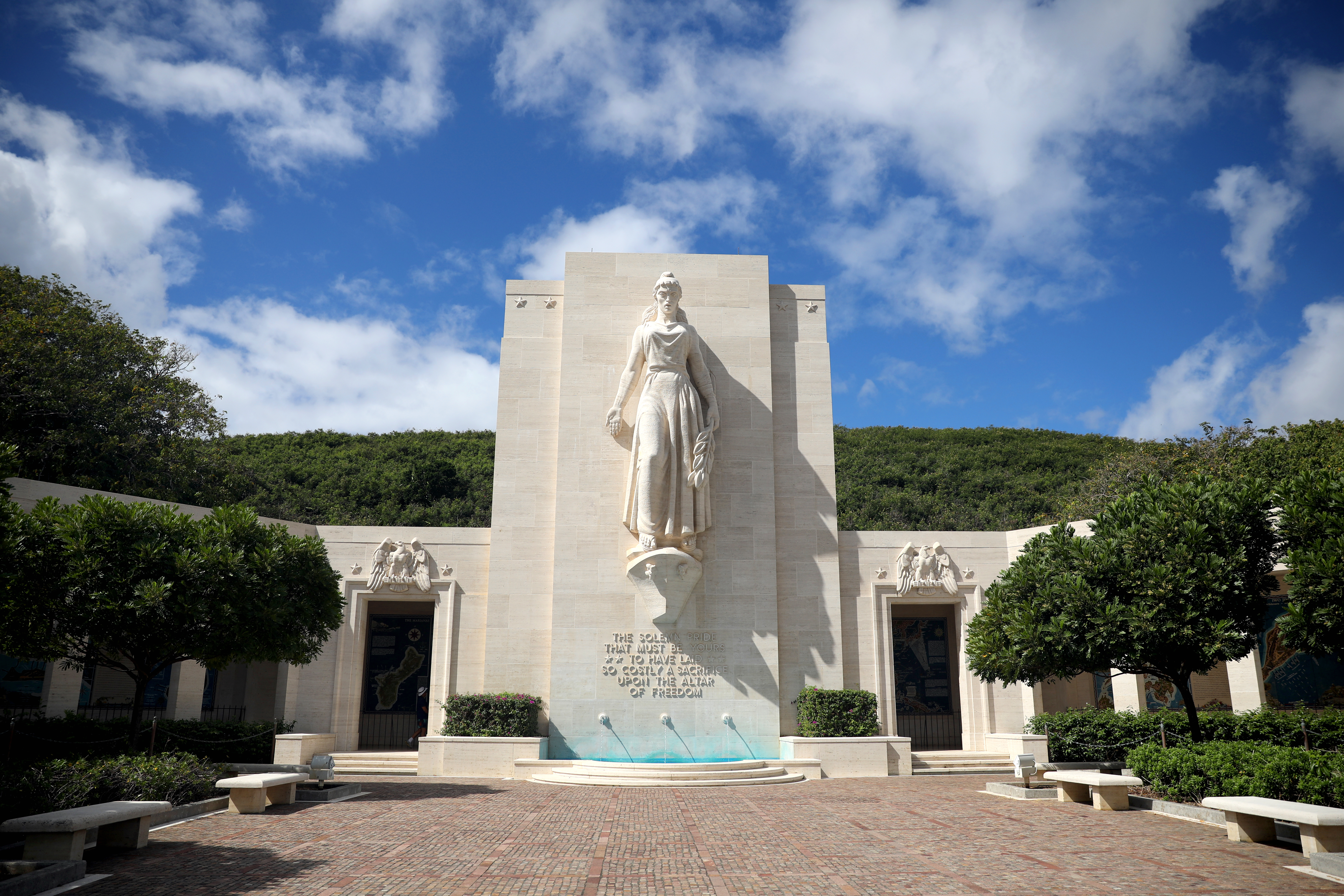
호놀룰루 기념관의 벽에는 전투에서 시신이 수습되지 않은 이들의 이름이 새겨져 있다.

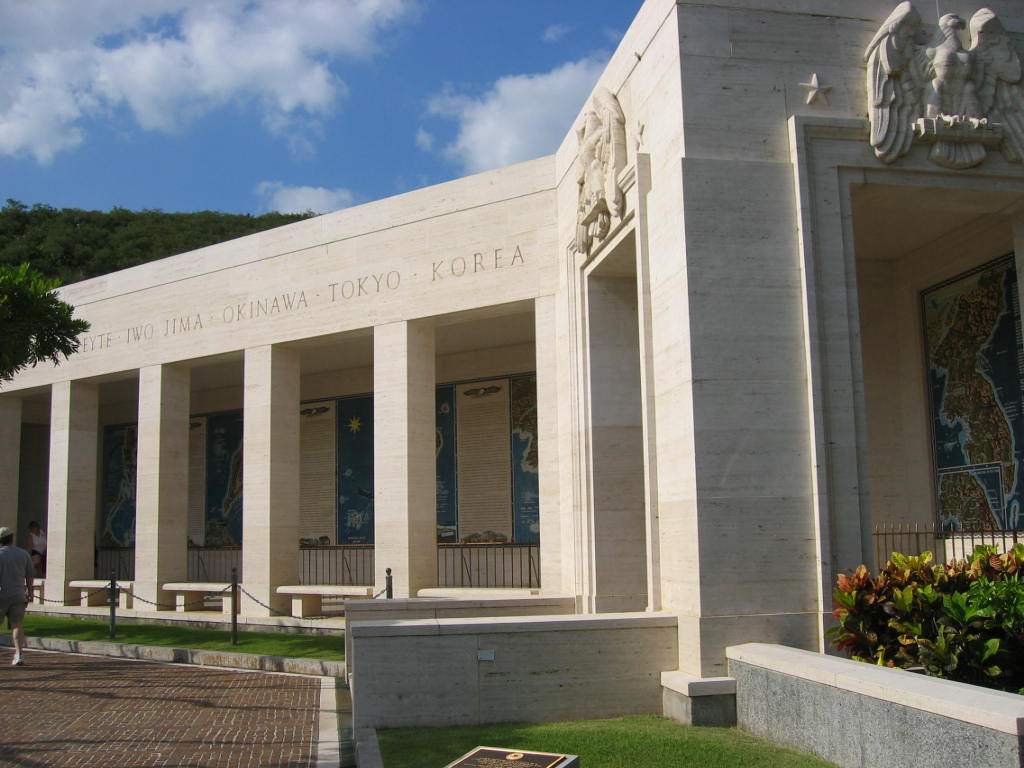
호놀룰루 기념관에는 작은 예배당과 태평양에서 벌어진 다양한 전투에 대한 추모가 담겨 있다.

1964년, 미국 전쟁 기념물 위원회(ABMC)는 국립 기념 묘지에 호놀룰루 기념관을 건립하여 제2차 세계 대전과 6.25 전쟁 중 태평양에서 미군이 치른 희생과 업적을 기리도록 하였다. 이 기념관은 나중에 1980년에 베트남 전쟁을 포함하도록 확장되었다. 이 분쟁 중 태평양에서 작전 중 실종되거나 실종되거나 바다에 매장된 28,788명의 군인들의 이름이 기념관의 거대한 돌 계단 옆에 있는 10개의 실종자 법원의 대리석 판에 새겨져 있다.
호놀룰루 기념관은 ABMC가 관리하는 미국 내 세 개의 전쟁 기념관 중 하나이다. 나머지 두 곳은 뉴욕의 제2차 세계 대전 실종자를 위한 동해안 기념관과 샌프란시스코의 제2차 세계 대전 실종자를 위한 서해안 기념관이다.
계단 아래 봉헌석에는 다음과 같은 글이 새겨져 있다:
이 정원에는
조국을 위해
목숨을 바쳤고
그들의 안식처가
오직 신에게만 알려진
미국인들의 이름이 기록되어 있다
명예의 법원 계단 꼭대기에는 레이디 리버티 또는 정의의 여신으로도 알려진 콜럼비아 여신상이 있다. 이곳에서 그녀는 모든 슬퍼하는 어머니들을 대표하는 것으로 알려져 있다. 그녀는 배의 뱃머리에 서서 월계수 가지를 들고 있다. 동상 아래의 비문은 에이브러햄 링컨이 미세스 빅스비에게 보낸 편지에서 인용한 것으로, 다음과 같다:
자유의 제단 위에 가장 값진 희생을 바치셨으니,
이는 당신의 거룩한 긍지가 되었습니다.

## 기타 기념물

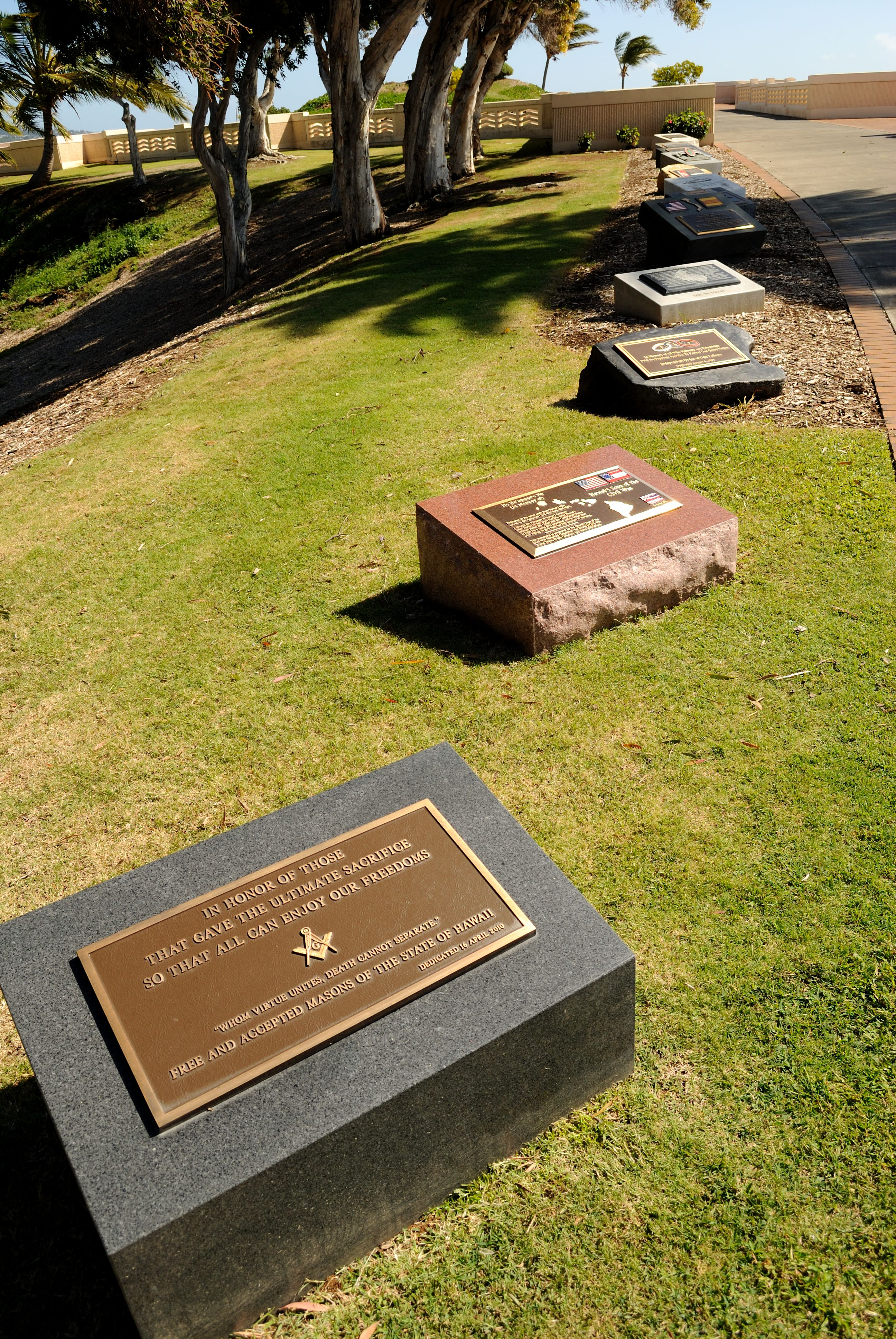
기념 길에 있는 명판들

국립 태평양 기념묘지에는 다양한 단체와 정부가 미국 참전용사를 기리는 기념 표식이 늘어선 길이 있다. 2012년 현재 이 길에는 청동 명판이 새겨진 60개의 기념석이 있다. 또 다른 기념물들도 묘지 전역에서 볼 수 있으며, 대부분 진주만에서 전사한 사람들을 포함하여 20세기 전쟁의 군인들을 기념한다.

## 대중 문화에서
이 동상은 1970년대 텔레비전 시리즈 하와이 파이브-O와 그 2010년 리메이크의 오프닝 시퀀스에 등장한다. 후속 시리즈는 또한 이 묘지에서 여러 번 촬영되었는데, 주인공 스티브 맥개릿의 아버지인 존 맥개릿은 베트남 전쟁 참전 용사이며 그곳에 묻혀 있다.

## 주요 안장자 및 기념물
- 명예훈장 수훈자

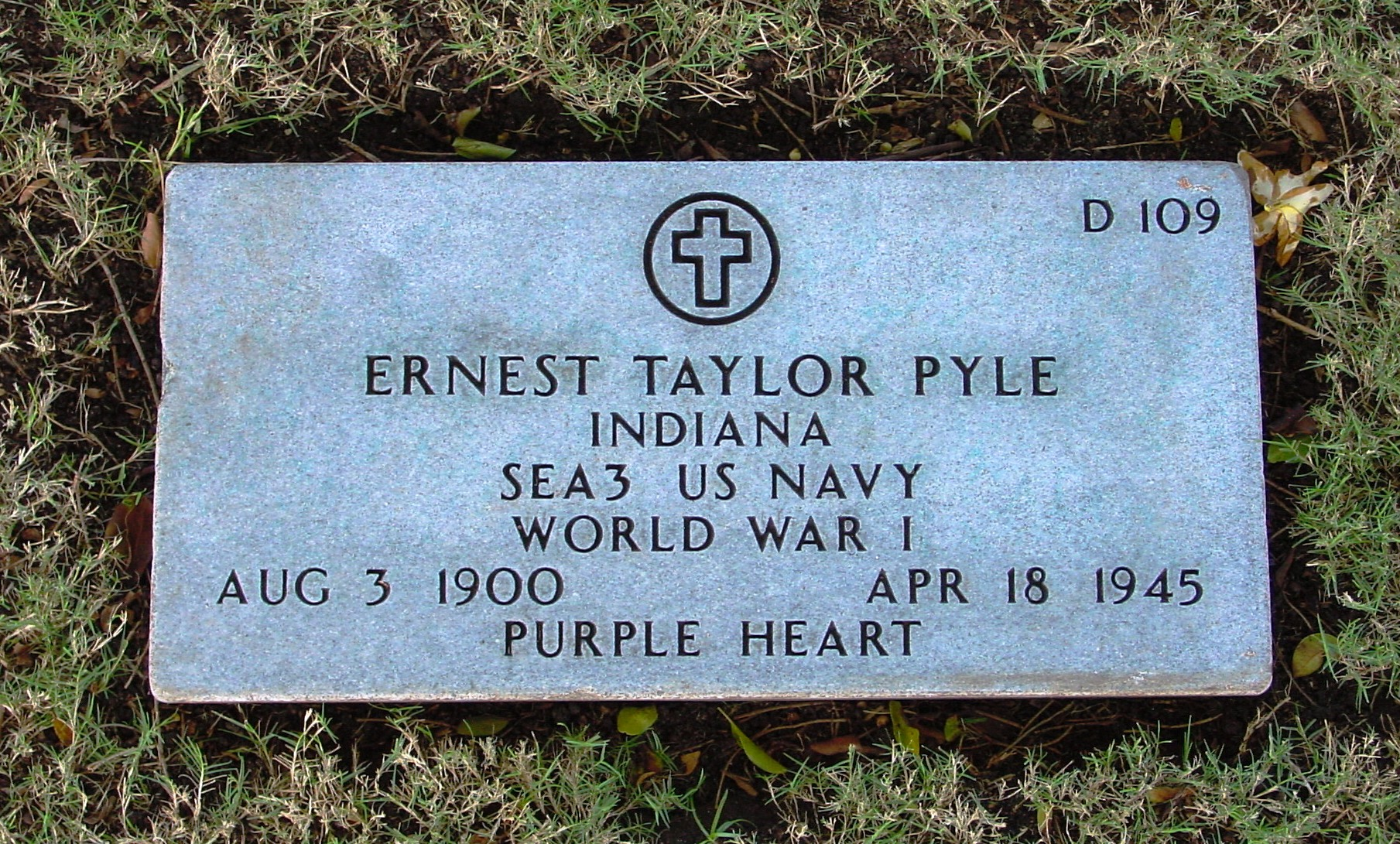
어니 파일의 묘비

  - 윌리엄 R. 캐디 (1925–1945), 제2차 세계 대전  †
  - 조지 H. 캐논 (1915–1941), 제2차 세계 대전  †
  - 앤서니 P. 다마토 (1922–1944), 제2차 세계 대전  †
  - 윌리엄 G. 푸르니에 (1913–1943), 제2차 세계 대전  †
  - 케네스 N. 굿 (1930–1963), 베트남 전쟁  †
  - 바니 F. 하지로 (1916–2011), 제2차 세계 대전
  - 윌리엄 D. 핼리버튼 주니어 (1924–1945), 제2차 세계 대전  †
  - 하세모토 미키오 (1916–1943), 제2차 세계 대전  †
  - 루이스 J. 호그 주니어 (1924–1945), 제2차 세계 대전  †
  - 윌리엄 D. 호킨스 (1914–1943), 제2차 세계 대전  †
  - 하야시 시즈야 (1917–2008), 제2차 세계 대전
  - 에드윈 J. 힐 (1894–1941), 제2차 세계 대전  †
  - 대니얼 이노우에 (1924–2012), 제2차 세계 대전, 하와이 최초의 하원의원 (1959–63) 및 미국 상원의원 (1963–2012)
  - 고바시가와 에이키 (1917–2005), 제2차 세계 대전
  - 로버트 T. 쿠로다 (1922–1944), 제2차 세계 대전  †
  - 래리 L. 맥섬 (1948–1968), 베트남 전쟁  †
  - 마틴 O. 메이 (1922–1945), 제2차 세계 대전  †
  - 로버트 H. 맥카드 (1918–1944), 제2차 세계 대전  †
  - 르로이 A. 멘돈사 (1932–1951), 6.25 전쟁  †
  - 모토 가오루 (1917–1992), 제2차 세계 대전
  - 조지프 E. 뮬러 (1908–1945), 제2차 세계 대전  †
  - 나카에 마사토 (1917–1998), 제2차 세계 대전
  - 나카미네 신예이 (1920–1944), 제2차 세계 대전  †
  - 오하타 앨런 M. (1918–1977), 제2차 세계 대전
  - 조지프 W. 오즈번 (1919–1944), 제2차 세계 대전  †
  - 허버트 K. 필리라우 (1928–1951), 6.25 전쟁  †
  - 토머스 제임스 리브스 (1895–1941), 제2차 세계 대전  †
  - 조지프 사르노스키 (1915–1943), 제2차 세계 대전  †
  - 엘멜린도 로드리게스 스미스 (1935–1967), 베트남 전쟁  †
  - 그랜트 F. 티머먼 (1919–1944), 제2차 세계 대전  †
  - 프랜시스 B. 와이 (1917–1944), 제2차 세계 대전  †
  - 벤저민 F. 윌슨 (1921–1988), 6.25 전쟁
  - 로드니 J. T. 야노 (1943–1969), 베트남 전쟁  †
- 기타 유명인
  - 다르 H. 앨카이어 (1903–1977), 공군 준장, 스탈라그 루프트 III 포로수용소 서부 구역 사령관
  - 월리 아모스 (1936–2024), 사업가 및 작가, 페이머스 아모스 초콜릿 칩 쿠키 창업자
  - 돈 더 비치콤버 (1907–1989), 본명 어니스트 레이먼드 뷰먼트 간트, 돈 더 비치콤버 레스토랑 창업자 및 티키 바 발명가
  - 존 A. 번스 (1909–1975), 하와이 2대 주지사 (1962–74)
  - 잭 셰비니 (1906–1945), 노터데임 미식축구 선수 (1928년 경기에서 "그것은 기퍼를 위한 것"이라고 말함) 이오지마에서 사망  †
  - 랠프 월도 크리스티 (1893–1987), 제2차 세계 대전 전후 어뢰 및 잠수함 작전에 참여한 해군 제독
  - 세일러 제리 (1911–1973), 저명한 호놀룰루 문신 예술가
  - 스탠리 아머 더넘 (1918–1992), 미국 대통령 버락 오바마의 외조부
  - 프랭크 F. 파시 (1920–2010), 호놀룰루 시 및 카운티 6선 시장
  - 헨리 올리버 한센 (1919–1945), 이오지마에서 깃발을 게양한 원조자  †
  - 윌프레드 홈스 (1900–1986), 미국 해군 정보 분석가
  - 존 하이랜드 (1912–1998), 베트남 전쟁 중 태평양 함대 사령관이었던 제독
  - 더글러스 케네디 (배우) (1915–1973), 배우
  - 김영옥 (군인) (1919–2005), 제442연대 전투단 일원 및 전시 대대 지휘를 맡은 최초의 아시아계 미국인
  - 쿵 와카우 (1919–1944), 최초의 중국계 미국인 전투기 조종사  †
  - 스파크 마쓰나가 (1916–1990), 하와이 출신 미국 상원의원, 제442연대 전투단 일원
  - 팻시 밍크 (1927–2002), 하와이 출신 미국 하원의원 및 타이틀 IX 공동 저자
  - 엘리슨 오니즈카 (1946–1986), 하와이 최초의 우주비행사, 우주왕복선 챌린저호 사고로 사망
  - 어니 파일 (1900–1945), 제1차 세계 대전 참전 용사 및 퓰리처상 수상 제2차 세계 대전 종군 기자  †
  - 윌리엄 F. 퀸 (1919–2006), 하와이 준주 지사 (1957–59) 및 초대 하와이 주지사 (1959–62)
  - 토머스 리엔지 (1919–2010), 육군 통신병 중장 및 통신-전자 혁신가
  - 켄트 로저스 (1923–1944), 배우 및 성대모사 전문가  †
  - 해럴드 사카타 (1920–1982), 프로레슬러 및 배우
  - 조지 P. 세네프 주니어 (1916–1998), 육군 중장
  - 레오 샤프 (1924–2016), 제2차 세계 대전 참전 용사, 원예가, 마약 운반책
  - 제임스 시게타 (1929–2014), 배우
  - 찰스 L. 비치 (1944–1995), 미국 공군 전투기 조종사 및 NASA 우주비행사

## 추가 자료
- Sledge, Michael (2005). 《Soldier Dead: How We Recover, Identify, Bury, and Honor Our Military Fallen》. Columbia University Press. ISBN 0231135149. OCLC 81452881.
- “Factsheet: POW March Routes and U.N. Cemeteries”. Defense POW/MIA Accounting Agency. 2020년 11월 24일. 2022년 5월 11일에 확인함.